# Merschweiller
Merschweiller è un comune francese di 182 abitanti situato nel dipartimento della Mosella nella regione del Grand Est.

## Società

### Evoluzione demografica
Abitanti censiti